# Karafuto (prefektura)
Karafuto (japanski: kanji 樺太庁, hiragana からふとちょう, romaji: Karafuto-chō), bivša prefektura u predratnom Japanu. 
Ime dolazi iz ainuskog kamuy kar put ya mosir, na hrvatskom "otok koji je bog stvorio na ušću" (rijeke Amura). Prije se na japanskom zvao Kita Ezo (sjeverni Ezo; Ezo je starije japansko ime za Hokkaido). Karafutom se na japanskom obično mislilo samo na južni Sahalin, dok se sjeverni dio ponekad zvalo Sagaren.
Prefektura obuhvaća južno ozemlje otoka Sahalina. Japanu je pripalo nakon Rusko-japanskog rata 1905. godine Porthsmouthskim sporazumom 5. rujna 1905. godine. Prefekturom je postala 1907. godine. 1941. godine ovdje je živjelo 406.557 stanovnika. Unutarnjom zemljom postala je 1943. godine. Sovjeti su se iskrcali na južni Sahalin 11. kolovoza 1945. i akcija je završila 25. kolovoza istog mjeseca. Prema odluci Potsdamska konferencije japanski civili morali su napustiti prefekturu. Prefektura je raspuštena 1. lipnja 1949. godine. 
Glavni je grad bio Ōtomari od 1907. do 1908., a Toyohara od 1908. do 1945. godine.
1945. godine Karafuto se upravno bio podijeljen u četiri podprefekture, koje su se dijelile na 11 okruga i 41 općinu (jedan grad, 13 gradićai 27 sela). Najveći grad bio je Toyohara, a ostali veći gradovi bili su Esutoru na sjevernom središnjem dijelu i Maoka u južnom središnjemdijelu. 